# Vầu leo
Vầu leo (danh pháp: Bambusa guangxiensis) là một loài thực vật có hoa trong họ Hòa thảo. Loài này được L.C.Chia & H.L.Fung miêu tả khoa học đầu tiên năm 1980.